# Leistungsabzeichen der Nationalen Volksarmee

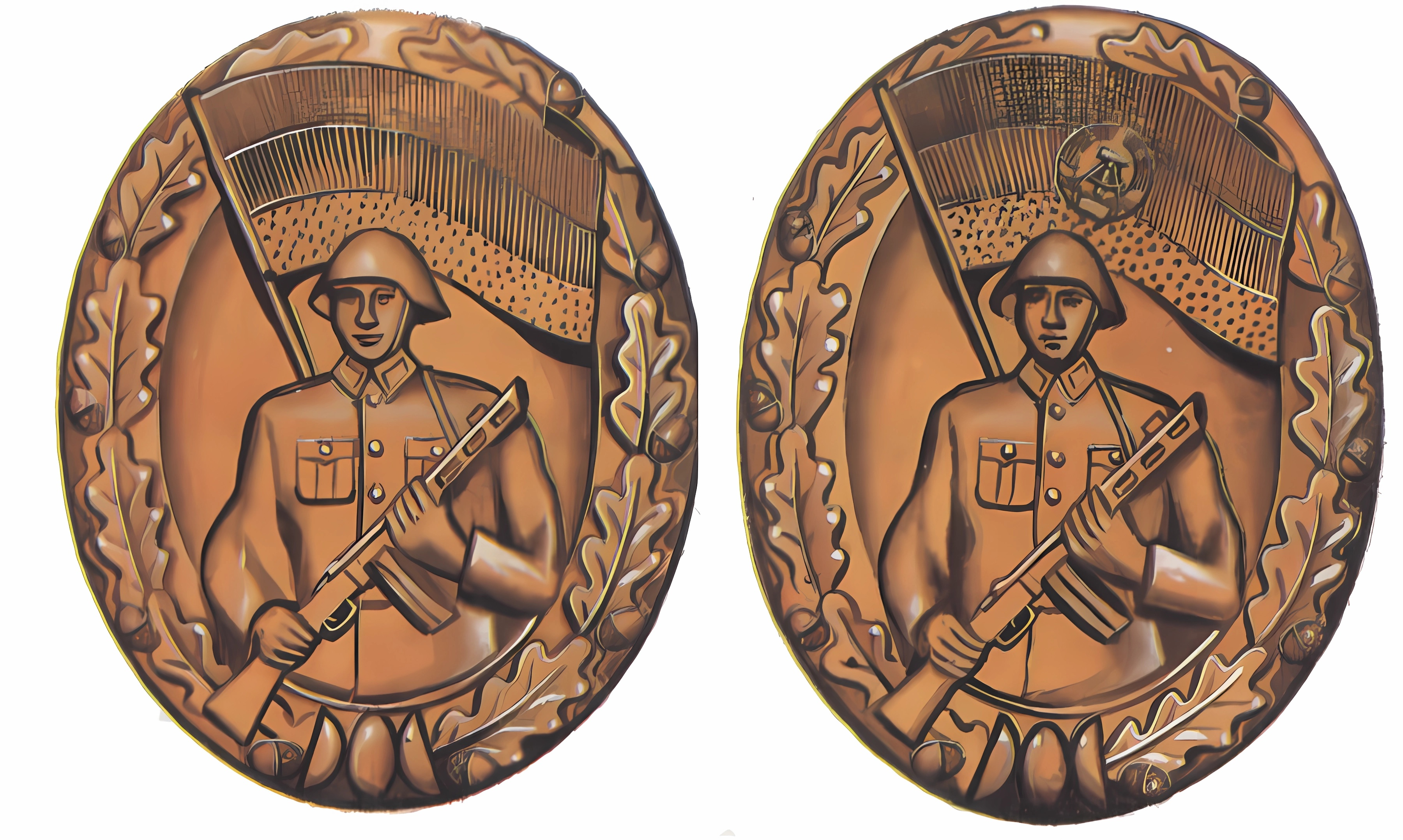
Leistungsabzeichen der NVA. 1956–1959 (links), 1959–1989 (rechts)

Das Leistungsabzeichen der Nationalen Volksarmee war in der Deutschen Demokratischen Republik (DDR) eine im Fachbereich des Ministeriums für Nationale Verteidigung verliehene Auszeichnung. 1956 bis 1978 hatte dieses Leistungsabzeichen den Status einer staatlichen Auszeichnung der DDR, 1978 bis 1990 den einer nichtstaatlichen Auszeichnung.

## Geschichte
Gestiftet wurde das Leistungsabzeichen der Nationalen Volksarmee (NVA) am 1. Juni 1956 in einer einzigen Stufe. Es trat an die Stelle des 1954 geschaffenen Leistungsabzeichens der Kasernierten Volkspolizei, das ab diesem Zeitpunkt nicht mehr verliehen wurde. Beiden Leistungsabzeichen wurde ihr bisheriger Status als staatliche Auszeichnung zum 1. Januar 1978 entzogen, doch wurde das Leistungsabzeichen der NVA bis 1990 verliehen. 
Neben dem Bestenabzeichen, dem Klassifizierungsabzeichen, der Schützenschnur und dem Militärsportabzeichen gehörte das  Leistungsabzeichen zu den so genannten „fünf Soldatenauszeichnungen“ der NVA.

## Verleihung
Die Verleihung des Leistungsabzeichens der NVA erfolgte für vorbildliche Leistungen, bzw. nach hintereinander und nicht ununterbrochenen fünfmaligen Erwerb des Bestenabzeichens (ab 1982). 
Verliehen wurde das Abzeichen in der Regel am Ende eines Ausbildungsabschnittes bzw. unmittelbar nach der zugrunde liegenden ausgezeichneten Leistung an Soldaten, Matrosen, Flieger, Unteroffiziere, Maate und Offiziere bis zum Kompaniechef, sowie zum 1. März (Tag der NVA) und zum 7. Oktober (Nationalfeiertag der DDR).

## Aussehen und Tragweise
Das bronzene Leistungsabzeichen mit einer Höhe von 45 mm und einer Breite von 35 mm, jeweils gemessen an der breitesten bzw. höchsten Stelle, zeigt mittig einen Angehörigen der NVA in Uniform und Stahlhelm, welcher in seiner rechten Hand hinauf zur linken eine Maschinenpistole vom Typ PPSch-41 im Präsentiergriff hält. Dieser Soldat steht vor der stilisierten Darstellung der deutschen Fahne, die bis 1960 noch ohne Staatswappen der DDR dargestellt wurde. Ab 1960 war das Staatswappen der DDR dann mit eingeprägt. Allerdings existieren auch Exemplare, in denen das Staatswappen nachträglich eingeschlagen wurde. Umgeben ist die Symbolik von einem beidseitigen Eichenlaubkranz der nach oben hin offen gestaltet ist. Die Rückseite des Abzeichens zeigte bis 1960 noch eine eingeschlagene fünfstellige Verleihungsnummer, auf die später verzichtet wurde. Auch änderte sich die Größe des Leistungsabzeichens im Laufe der Zeit geringfügig, so dass es auch Abzeichen mit einer Höhe von 46,5 mm und einer Breite von 36,5 mm gibt. Getragen wurde das Leistungsabzeichen auf der rechten oberen Brustseite.